# 胡夏米
胡夏米（英語：Hugh Hamilton Lindsay，1802年–1881年）英国商人。其父亲为东印度公司管理者。1820年，胡夏米前往中国，并担任东印度公司货物管理员。1830年，在广东担任东印度公司秘书。1832年，英国派遣郭士立与胡夏米等，多次到中国东南沿海各口岸测绘地形，搜集军事情报。1835年，胡夏米将准备的对华作战方案呈交英国政府。1841-1847年，胡夏米为英国保守党议员。